# MG D-Type

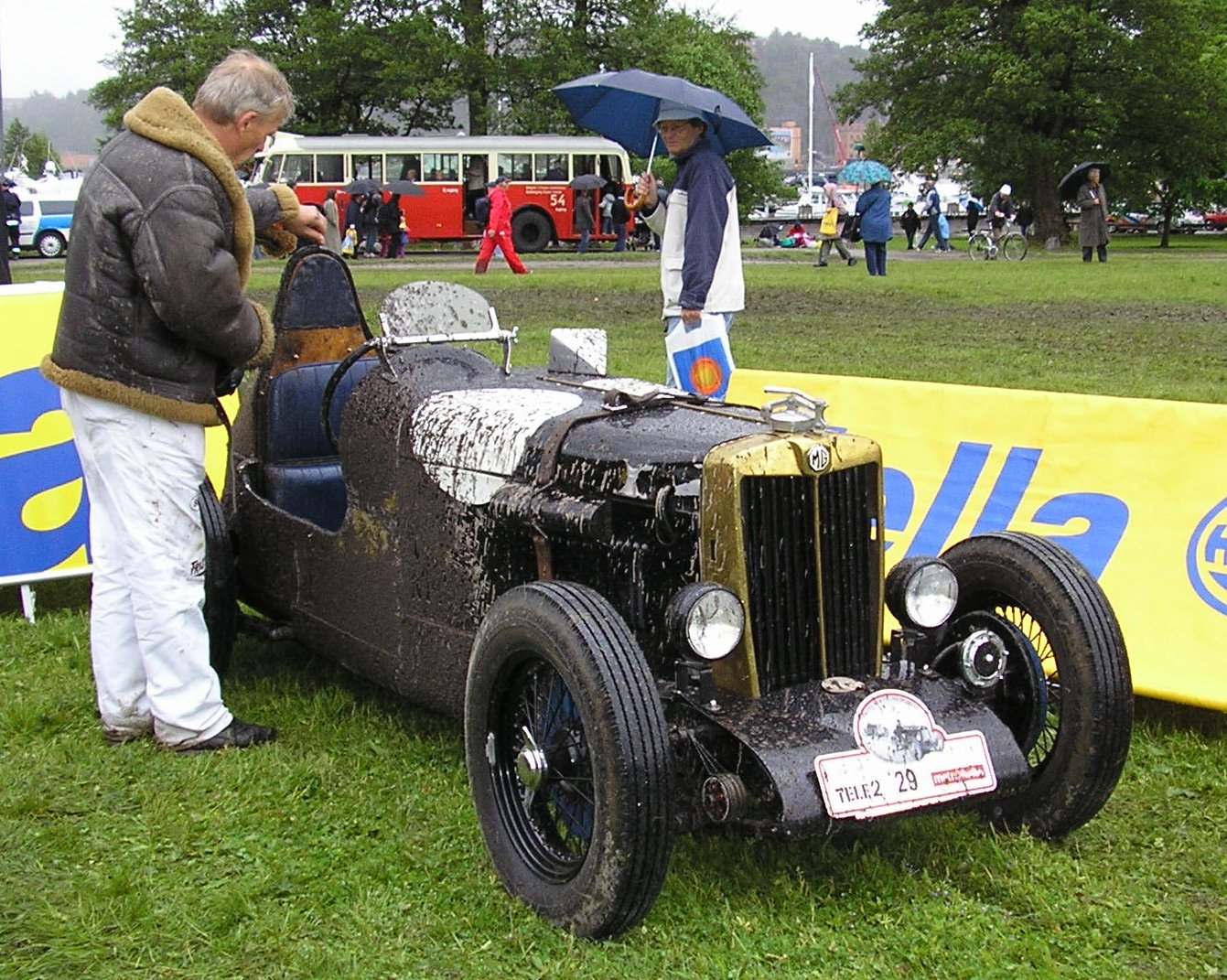
MG D-Type Rennversion (1932)

Der MG D-Type Midget war ein kleiner Sportwagen, der von MG von 1931 bis 1932 hergestellt wurde. Er besaß den Motor des M-Type und das Fahrgestell des C-Type. Es gab nur eine viersitzige Version. Von den 250 hergestellten Autos dieses Typs waren 208 Tourenwagen, 37 Salonettes und fünf Fahrgestelle wurden an andere Karosseriebauer ausgeliefert.
Der Wagen hatte die Maschine des M-Type mit 847 cm³ Hubraum, die aus dem Vierzylinder-Reihenmotor mit obenliegender Nockenwelle (ohv) und Königswelle, wie ihn der Morris Minor von 1928 und der Wolseley Ten hatten, entwickelt worden war. Der Motor besaß einen einzelnen SU-Vergaser und leistete 27 bhp (20 kW) bei 4.500 min−1. Die Motorkraft wurde über ein nicht synchronisiertes Dreiganggetriebe an die Hinterräder weitergeleitet. Später gab es auf Wunsch auch ein Vierganggetriebe. Das Fahrgestell stammte von C-Type und hatte Leiterform mit Querträgern aus Rundrohr. Das Fahrgestell erstreckte sich auch unter der Hinterachse. Es nahm die beiden Starrachsen, die an halbelliptischen Blattfedern und Reibungsstoßdämpfern von Hartford hingen, auf. Die Drahtspeichenräder waren mit Zentralverschlüssen befestigt. Die Bremsen hatten Trommeln mit 203 mm Durchmesser. Mit 2.134 mm, bzw. – nach den ersten 100 Exemplaren 2.184 mm – war der Radstand länger als beim C-Type, um den längeren Karosserien Rechnung zu tragen, aber die Spurweite blieb mit 1.067 mm gleich.
Trotz seines rasanten Aussehens war der Wagen nicht sehr schnell; der Tourenwagen schaffte nur 96 km/h Höchstgeschwindigkeit, denn die großen Karosserien waren wirklich zu schwer für den kleinen Motor. Die Wagen sind heute sehr selten, da viele in C-Type-Replikas umgebaut wurden. Zur gleichen Zeit bot MG auch den von außen identischen F-Type mit 1,3 l-Sechszylindermotor an. Der größere Motor passte besser zu diesem Auto, und so wurde der Magna – im Unterschied zum D-Type – ein großer Verkaufserfolg.